# バンプ・アヘッド
『バンプ・アヘッド』（Bump Ahead）は、アメリカのハードロックバンド、MR. BIGのスタジオ・アルバムである。

## 概要
前作『Lean Into It』から2年5ヶ月ぶり、3作目となるスタジオ・アルバム。
「To Be With You」の大ヒットによって一躍人気を博して以降、レコード会社からの大きなプレッシャーを受けながら、このアルバムを制作した。1993年4月にレコーディングは終了しており、6月にリリースされる予定だったが、完成品を聴いた会社側から「このアルバムには『To Be With You』のような強力なバラードがない。このままでは出せない」と突き返されてしまい、大量のバラード曲のデモ制作を余儀なくされた。音楽雑誌のインタビューも、受けている段階での差し替えとなった。このため、実際のアルバムの内容と、掲載済みのインタビューやライナーノーツとの内容が若干異なっている。結果、キャット・スティーヴンスの「ワイルド・ワールド」のカバーを追加収録するなど、新たに数曲を差し替えた上で、9月にようやくリリースに漕ぎ着けた。アルバムの完成度は高く、シンセサイザーやストリングスを大胆に導入した曲もあり、音楽性の広がりを感じさせる作品となっている。
アルバム・タイトルは、前作「LEAN INTO IT」や「HEY MAN」と同様パットの発案でつけられたもの。パットが、サンフランシスコの図書館で道路のマンホールから男性が頭だけを覗かせているというユニークな写真を偶然見つけ、それを他のメンバーに見せたところ、ビリーが「bump ahead」と発したことがきっかけ。ちなみにbump aheadという言葉は「Look out!(気をつけろ!)」という意味と「もう一歩前進しろ」というダブル・ミーニングでもある。また、次作「HEY MAN」のタイトルも、既にこのアルバム制作時点で考案されている。
ポールによると、ブライアン・アダムスとのツアーに出る前の段階で「What’s It Gonna Be」「Mr. Gone」、そしてアウトテイクとなった「Stand By Me」は既にデモを録り終えていたという。
差し替えにおける追加収録曲として、最終的にはキャット・スティーヴンスのカヴァー「Wild World」が選ばれたが、ほかに候補として「Hold Your Head Up」や「Some Kind Of Wonderful」(この曲はHEY MANツアーにおけるドラムソロで披露されたこともあった)、SLEEZE BEEZのナンバーなども挙がっていた。また差し替え前のインタビューで語られていたオリジナル曲「Stand By Me」「Next Time Around」は、差し替えに当たって削除されている（「Next Time Around」「Hold Your Head Up」はのちに再結成後の4thベストアルバム「NEXT TIME AROUND」に収録された）。
後に、ライブ・アルバム「JAPANDEMONIUM」に収録された新曲「Seven Impossible Days」は、レコード会社からやり直しを命じられたことにポールがショックを受けたことを歌にしたもの。エリックは「たまにはこういうこともある、流れに乗ることも時には必要なんだからそんなに落ち込むな」とポールを慰めたそうだが、ポールにとってはかなり心に傷が残る出来事だったようだ。
ポールは差し替え前に受けたインタビューで、その時点では収録される予定だった（後にお蔵入りになった）曲についても解説している。まず「Stand By Me」は、実はポールが初めて12弦ギターを購入した際に考えついたリフを基に書いた曲だとのこと。曲の原型は、前作「LEAN INTO IT」で既に出来上がっており、その時点で他のメンバーにも聞かせたが、結局その際はアルバムへの収録は見送られ、今回パットと2人で改めてアレンジを施して完成したとのこと。
もう1曲のアウトテイク「Next Time Around」は、バンド結成時点で既にあった曲で、ポールの記憶によると、バンドとして初めてのギグの1曲目としてこの曲を演奏し、さらに初のサウンドチェックの際もこの曲を演奏したという。この曲はコーラスがかなりの比重を占める曲だが、バンド結成当初はまだバックヴォーカルを取りながら楽器を演奏することにさほど慣れておらず、当初は収録を見送っていたものの、その後コーラスに大分自信がついたので、今回収録することにしたと語っている。また、曲のイントロではポールとビリーでタッピングを行っているが、これはEL&Pの「Karn Evil 9」のイントロに入っているキーボードソロをギターで再現しようと試行錯誤しているうちに、タッピングのアイディアを思いついたとのこと(ちなみに「Karn Evil 9」はポールのギター教則ビデオ「GUITARS FROM MARS 2」でも取り上げており、ポールが歌いながらギター演奏を行っている)。
デビュー20周年の2009年に、再結成＆ジャパン・ツアー記念エディションとしてリマスタリング＆ボーナス・トラック収録で、日本で再発売された。

## 収録曲
1. コロラド・ブルドッグ／Colorado Bulldog （4:14）
2. プライス・ユー・ガッタ・ペイ／Price You Gotta Pay （3:55）
3. プロミス・ハー・ザ・ムーン／Promise Her The Moon （4:07）
バラード・ベストアルバム『Deep Cuts』ではリメイクされている。
4. ワッツ・イット・ゴナ・ビー／What's It Gonna Be （3:54）
5. ワイルド・ワールド／Wild World （3:27）
ロンドン出身のシンガー・ソングライター、キャット・スティーヴンスのカバー。
6. ミスター・ゴーン／Mr. Gone （4:35）
7. ザ・ホウル・ワールズ・ゴナ・ノウ／The Whole World's Gonna Know （3:53）
8. ナッシング・バット・ラヴ／Nothing But Love （3:58）
9. テンパラメンタル／Temperamental （4:55）
10. エイント・シーン・ラヴ・ライク・ザット／Ain't Seen Love Like That （3:31）
11. ミスター・ビッグ／Mr. Big （4:16）
バンド名の由来となったイギリスのロックバンド、Freeのカバー。
12. ロング・ウェイ・ダウン／Long Way Down （3:48）
ボーナス・トラック （日本盤のみ）。
13. エイント・シーン・ラヴ・ライク・ザット （アーリー・ヴァージョン）
2009年の再発盤によるボーナス・トラック。
14. ミスター・ビッグ （デモ・ヴァージョン）
2009年の再発盤によるボーナス・トラック。